# Mucosal Immunology
Mucosal Immunology, abgekürzt Mucosal Immunol., ist eine wissenschaftliche Fachzeitschrift, die von der Nature Publishing Group veröffentlicht wird. Sie ist eine offizielle Zeitschrift der Society for Mucosal Immunology und erscheint mit sechs Ausgaben im Jahr. Es werden Arbeiten veröffentlicht, die sich mit dem Gebiet der Immunologie beschäftigen.
Der Impact Factor lag im Jahr 2014 bei 7,374. Nach der Statistik des ISI Web of Knowledge wird das Journal mit diesem Impact Factor in der Kategorie Immunologie an 14. Stelle von 148 Zeitschriften geführt.